# کپسول اکسیژن

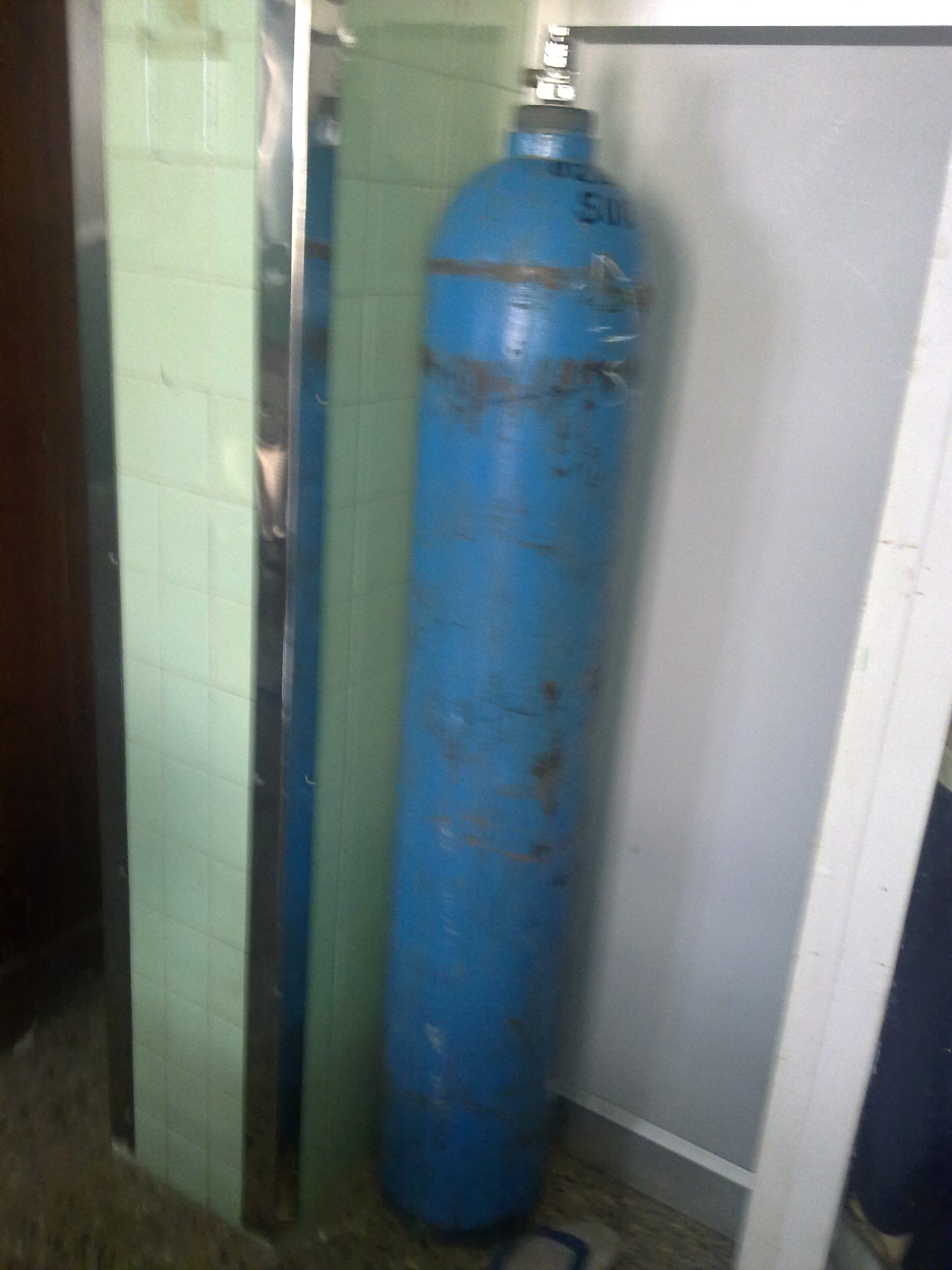
یک کپسول اکسیژن بزرگ

کپسول اکسیژن ابزاری برای انباره کردن اکسیژن است که این می‌تواند خواه به صورت گاز اکسیژن باشد یا اکسیژن مایع.

## کاربردها
کپسول‌های اکسیژن، اکسیژن را برای کاربردهای زیر نگهداری می‌کنند:
- فرایندهای صنعتی ساخت فولاد و مونل متال[۴]
- تجهیزات جوشکاری، شیشه‌کاری و برش‌گازی
- کاربرد ملخ پیش‌برنده موتورهای موشک‌ها
- کاربردهای پزشکی خانگی برای کمک به تنفس
- تنفس در ارتفاعات بالا
- کمک‌های اولیه
- ورزشکاران، به ویژه در حاشیه فوتبال آمریکایی، برای تسریع بهبودی پس از فعالیت[۵]
- دیگر کاربردها

## اجزای کپسول اکسیژن
یک کپسول اکسیژن از قطعات زیر شکل گرفته است:
1. کپسول اکسیژن: انباره‌ای استوانه‌ای شکل و دربردارنده اکسیژن
2. فشارسنج: نشانگر فشار گاز درون کپسول
3. شیر تنظیم کننده خودکار: کاهش‌دهنده فشار گاز درون کپسول را پیش از رسیدن به فشارسنج
4. جریان‌سنج: نشانگر مقدار اکسیژن مصرف شده را بر حسب لیتر در دقیقه
5. پیچ کنترل: تنظیم میزان اکسیژن را با توجه به جریان سنج
6. شیشه آب مقطر: نم‌دارکننده اکسیژن

## دستگاه اکسیژن
دستگاه اکسیژن ابزاری برای اکسیژن‌رسانی به کسانی است که دچار کمبود اکسیژن هستند. این افراد بیشتر دچار بیماری‌های قلبی، ریوی یا مسمومیت با گاز شده‌اند.